# Запорожец за Дунаем
«Запоро́жец за Дуна́ем» (укр. Запорожець за Дунаєм) — опера украинского композитора Семёна Гулака-Артемовского. Первая украинская опера.
Премьера произведения состоялась 14 апреля 1863 года в Мариинском театре (Санкт-Петербург) под управлением К. Лядова, опера имела успех.

## История создания
Мысль о создании украинской оперы появилась у Гулака-Артемовского в связи с новыми идеями, которые украинское искусство подавало ему в те годы, и отображало общее стремление к созданию национальной культуры на народной основе. Реализации этой идеи способствовали связи композитора с рядом украинских клубов Петербурга и особенно многолетняя дружественная связь с Тарасом Шевченко и известным историком Костомаровым. Следует отметить, что и сам Семён Степанович на то время уже имел опыт выступления в народных спектаклях в качестве вокалиста, и уже был автором водевилей «Украинская свадьба» (укр. Українське весілля) и «Ночь перед Ивановым днём» (укр. Ніч напередодні Іванового дня), где он, как и в «Запорожце за Дунаем», является автором слов и музыки.
Подбирая сюжет, композитор пытался, прежде всего, вывести на сцену театра близкие ему образы украинского народа, его быт и песню, привлечь к ним внимание слушателя. Сюжет рассказывает о тех временах, когда после уничтожения Запорожской Сечи московскими войсками в 1775 году часть запорожцев убежала в тогдашнюю Турцию. Там их судьба сложилась тяжело — турецкое правительство пыталось использовать казаков как военную силу, направленную против их родины. В 1828 году, во время русско-турецкой войны, часть запорожцев во главе с атаманом О. Гладким, вернулась в Россию, после чего Задунайская Сечь была уничтожена. Эти события, безусловно, послужили источником задумки, но автор оперы свободно их переосмыслил и перенёс в XVIII век. Лишь отдалённо, как отклик, упоминаются в опере факты об уничтожении Потёмкиным казаческой вольности. Смысл оперы не в этих трагических событиях, а в идее любви к Родине, жгучем желании запорожцев вернуться на Украину.

### Премьера и последующие постановки
Премьера оперы состоялась в Мариинском театре в Петербурге 14 апреля (ст. ст.) 1863 года, а в 1864—1865 годах ставилась в Москве в Большом театре и имела значительный успех. В обоих спектаклях роль Карася исполнял автор. Однако в следующем сезоне оперу сняли из репертуара, поскольку выяснилось, что музыка оперы «позаимствована» у Моцарта (из оперы «Похищение из сераля»); автор в неё добавил несколько народных мелодий и чуть-чуть переработал отдельные места. В то же время автором либретто был сам Гулак-Артемовский, и он же выступил в главной партии удалого казака-подкаблучника Карася.
Антонович Д. М. писал в 1925 году об этой опере так:
Опера Моцарта «Похищение из сераля» на Украине никогда не исполняется, а «Запорожца за Дунаем» хорошо знает каждый украинский театралАнтонович Д. М.
Вскоре после премьеры российское правительство, напуганное польским восстанием 1863 года, начало цензуру против проявлений национальной культуры народов, входивших в состав Российской империи, всюду видя тенденции «сепаратизма». Цензурный запрет касался и развития украинской драматургии и театра. Если не считать отдельных любительских спектаклей, «Запорожец за Дунаем» был поставлен впервые после 1863 года украинской труппой 11 июля 1884 года в Ростове-на-Дону.
Восстановление сценической жизни оперы приходится на советские времена. Опера была поставлена в Киевской (с 1934), Харьковской (1926, 1938) и Днепропетровской (1940) операх, а также в театрах Куйбышева (1939, 1953), Горького (1939), Алма-Аты (1941), Свердловска (1942), Фрунзе (1944), Баку (1944), Кишинёва (1946), Новосибирска (1946, 1954), Минска (1951), Душанбе (1953), Таллина (1954), Улан-Удэ (1954), Вильнюса (1955) и других городов. В 1934—1935 годах композитор В. Йориш пытался расширить оперу, введя новые номера, в частности диалог султана и Карася, однако эти изменения оказались далёкими от духа оперы и сегодня в сценической практике не используются.
На сегодня «Запорожец за Дунаем» остаётся одной из самых популярных украинских опер, ставится в оперных театрах Украины, России и за рубежом.

## Сюжет

### Действие первое
Действие происходит в Османской империи в XVIII веке.
Нелегко живётся простым запорожцам на чужбине, под властью турецкого султана. Возле хаты запорожца Карася его приёмная дочь Оксана скучает по своему любимому, казаку Андрею. Она мечтает перелететь вместе с милым к родным днепровским берегам, жить с ним в одном гнёздышке, на Родине. Друзья, так же как и Оксана, томящиеся на чужбине, утешают девушку и уходят вместе с ней на работу в поле. Изрядно подвыпивший Карась не без оснований опасается встречи со своей сварливой женой Одаркой. Но избежать неприятного разговора ему не удаётся. Одарка осыпает мужа бранью, допрашивая, «откуда ты взялся». Карась пускается на разные выдумки: уверяет, что устал в пути, хлебнул горя и едва не умер. Однако под настойчивым напором жены он проговаривается, что провёл две ночи у племянницы. Это окончательно выводит из себя ревнивую Одарку, и ссора принимает угрожающий оборот.

### Действие второе
Неспокойно на душе у турецкого султана. Не уверен он в своих подданных — запорожцах, у которых есть все основания не любить его. Он решил поближе познакомиться с жизнью и нравами запорожцев. Это привело его в село, где он рассчитывает быть неузнанным, к хате Карася. Карась немало удивился, увидев у себя во дворе незнакомого турка. Запорожец высказывает предположение, что незнакомец прибыл на магометанский праздник байрам, на котором, как говорят, будет присутствовать сам султан. Гость не отрицает этого и даже предлагает Карасю познакомить его с султаном. Карась польщён. Такое событие нельзя оставить неотмеченным, и Карась предлагает незнакомцу распить с ним бутылку водки. Когда Карась идёт в дом за угощением, султан вызывает своего царедворца Селих-Агу и приказывает ему доставить запорожца во дворец на праздник. Карась глазам своим не верит, увидев возле дома вместо только что оставленного гостя другого, богато одетого турка. Когда Карась облачается в это платье, Селих-Ага предлагает ему сменить и имя — называться не Иваном, а Урханом. Вдоволь налюбовавшись собой в новой роли «турка», Карась в сопровождении арапа направляется во дворец турецкого султана на праздник.
Ребята веселятся после трудового дня. С них не сводит глаз сторожевой турецкий дозор. Оксана и Андрей, встретившись после долгой разлуки, решают немедленно осуществить свой план переправы через Дунай и бегства на родину. Обстоятельства выдаются для них благоприятными: ночь тёмная, челнок давно приготовлен. Но как только Оксана и Андрей отплывают от берега, их замечает турецкий дозор, и вооружённые стражники бросаются в погоню за беглецами.

### Действие третье
Вернувшись домой из дворца, Карась продолжает разыгрывать из себя турка. Ошеломлённой Одарке он сообщает, что зовут его Урханом, что ему скоро нужно идти в мечеть молиться Аллаху, и что он собирается жениться на трёх турчанках. Удивлённая жена сначала думает, что Карась с перепоя несёт чушь, но что же тогда означает турецкая одежда? Горькие жалобы Одарки на свою судьбу прерывает приход турецкого имама во главе отряда, с пойманными Андреем и Оксаной. Собрав всех запорожцев села, имам оглашает фирман (указ) о том, что султан разрешает всем, кто этого хочет, беспрепятственно покинуть его владения и вернуться на Украину. Радостные, взволнованные запорожцы, среди которых Оксана и Андрей, расспрашивают Карася о его посещении дворца. Причина столь необычной «доброты» султана становится понятной — он опасается вспышки всенародного восстания и поэтому решил добровольно вернуть свободу запорожскому казачеству.
Всенародная радость, лихой народный гопак.

## Персонажи и исполнители
| Роль                                                  | Голос                               | Первый исполнитель 26 апреля 1863 |
| ----------------------------------------------------- | ----------------------------------- | --------------------------------- |
| Иван Карась, запорожский казак, 45-50 лет             | бас                                 | Семён Гулак-Артемовский           |
| Одарка, 35 лет, жена Карася                           | сопрано                             |                                   |
| Андрей, молодой запорожский казак                     | тенор                               | Павел Дюжиков                     |
| Оксана, девушка-сирота, приёмная дочь Карася и Одарки | сопрано (в оригинале меццо-сопрано) | Дарья Леонова                     |
| Султан, 30 лет                                        | баритон                             |                                   |
| Селих-Ага, турецкий царедворец                        | тенор                               |                                   |
| Ибрагим-Али, имам                                     | бас                                 |                                   |
| Хасан, слуга                                          |                                     |                                   |

## Экранизации
- 1937 — «Запорожец за Дунаем», фильм И. Кавалеридзе
- 1939 — «Казаки в изгнании» (англ. Cossacks in Exile), фильм Э. Г. Ульмера
- 1953 — «Запорожец за Дунаем», фильм В. Лапокныша[5]
- 1986 — «Запорожец за Дунаем», фильм Ю. Суярко
- 2007 — «Запорожец за Дунаем», фильм Н. Засеева-Руденко[6].